# Индонезийская кошачья акула
Индонезийская кошачья акула (лат. Hemiscyllium freycineti) — вид семейства азиатских кошачьих акул отряда воббегонгообразных. Они обитают в западной части Тихого океана на глубине до 50 м. Максимальный зарегистрированный размер 72 см. У этих акул удлинённое тело жёлто-коричневого цвета, покрытое многочисленными тёмными пятнами. Над грудными плавниками имеются характерные круглые отметины в виде «эполет». Они размножаются, откладывая яйца. Не представляют интереса для коммерческого рыбного промысла. 

## Таксономия
Вид впервые научно описан в 1824 году. В 2010 году из вида индонезийских кошачьих акул был выделен самостоятельный вид Hemiscyllium michaeli. Вид назван в честь французского мореплавателя Луи де Фрейсине, добывшего образец этой акулы.

## Ареал
Индонезийские кошачьи акулы обитают на ограниченной территории у берегов Западного Папуа, Индонезия от экватора до 10° ю. ш. . Ранее из-за путаницы с Hemiscyllium michaeli считалось, что вид имеет более широкое распространение. Эти акулы встречаются на коралловых рифах с песчаным или заросшим водорослями дном на глубине до 50 м. 

## Описание
Капюшон на голове от рыла до жабр отсутствует. Вентральная поверхность головы у взрослых акул ровного светлого цвета, а у молодых имеются две широких тёмных полосы. Рыло до глаз покрыто мелкими и крупными, сопоставимыми по размеру с глазами тёмными пятнами. Чёрные «эполеты» над грудными плавниками небольшие, не в виде окантованных белым цветом «глазков» и не имеют дополнительных двух или более круглых или овальных тёмных пятен, окружающих заднюю половину основной отметины. На плавниках и на теле нет белых пятен. Тело покрыто крупными и мелкими отметинами, не образующими сложную сеть на светлом фоне и менее похожими на характерный «леопардовый» узор, в отличие от Hemiscyllium michaeli. Грудные и брюшные плавники имеют тонкую белую окантовку. У молодых акул хвост покрыт седловидными отметинами. 
У этих акул довольно удлинённое тонкое тело с коротким рылом, предротовое расстояние составляет менее 3 % длины тела. Глаза и окологлазничные гребни приподняты. Ноздри расположены на кончике рыла. Они обрамлены короткими усиками, длина которых менее 1,3 % длины тела. Рот расположен перед глазами и сдвинут ближе к кончику рыла. Нижние губные складки не соединяются на подбородке кожной складкой. Преджаберное расстояние составляет менее 13 % длины тела. Позади глаз имеются брызгальца. Дистанция между анальным отверстием и началом основания анального плавника свыше 38 % длины тела. Грудные и брюшные плавники толстые и мускулистые. Шипы у основания спинных плавников отсутствуют. Спинные плавники одинакового размера, сдвинуты назад. Основание первого спинного плавника расположено позади основания брюшных плавников. Хвостовой стебель очень длинный. Длинный анальный плавник расположен непосредственно перед хвостовым плавником. Хвостовой плавник асимметричный, удлинённый, у края верхней лопасти имеется вентральная выемка, нижняя лопасть неразвита.

## Образ жизни
Индонезийские кошачьи акулы ведут ночной образ жизни. Днём прячутся в расщелинах рифа. Они передвигаются по песку при помощи передних плавников. Рацион состоит из моллюсков и ракообразных. Эти акулы размножаются, откладывая яйца. Самый маленький живой экземпляр имел длину 18,7 см. Максимальная зарегистрированная длина 72 см. Самцы и самки достигают половой зрелости при длине 62 и 72,2 см соответственно.

## Взаимодействие с человеком
Вид не является объектом коммерческого рыбного промысла. Ограниченный ареал делает этих акул чувствительными к ухудшению условий окружающей среды. Международный союз охраны природы присвоил этому виду статус сохранности «Близкий к уязвимому положению». 